# Кичига
Ки́чига — река в России, на северо-востоке полуострова Камчатка.
Длина реки — 69 км, площадь водосборного бассейна — 502 км². Протекает по территории Карагинского района Камчатского края. Берёт истоки с восточного склона безымянной вершины высотой 921 м, в верховьях протекает в широтном направлении в межгорной впадине, в среднем течении выходит на прибрежную равнину, и петляя в окружении болот и мелких озёр, впадает в Кичигинский залив. В устье находится покинутый посёлок Белореченск.
Название в переводе с коряк. хитига — «студёная».

## Данные водного реестра
По данным государственного водного реестра России относится к Анадыро-Колымскому бассейновому округу.